# Pseudacraea annakae
Pseudacraea annakae is een vlinder uit de familie van de Nymphalidae. De wetenschappelijke naam van de soort is voor het eerst voorgesteld door Dieuwko P. Knoop in een publicatie uit 1988.
De soort komt voor in de subalpiene bossen van Nigeria en Kameroen.